# Dog Soldiers
Dog Soldiers é um filme britânico produzido em 2002, escrito e dirigido por Neil Marshall. Em 2002, o filme ganhou o Corvo de Ouro do Festival Internacional de Cinema Fantástico de Bruxelas, o prêmio máximo do  festival, bem como o troféu do público, o Pegasus.

## Sinopse
Um grupo de soldados britânicos é enviado para uma missão de treinamento nas colinas da Escócia. Ignorando as histórias de terror que assombram o local, eles continuam sua missão e se deparam com o massacre de outro grupamento que estavam no local. Passam a enfrentar então o inimaginável: um grupo de lobisomens sedentos por sangue.